# SN 2001ju
SN 2001ju – supernowa odkryta 19 listopada 2001 roku w galaktyce A084845+4419. W momencie odkrycia miała maksymalną jasność 23,70m.